# قائمة علوم الحياة

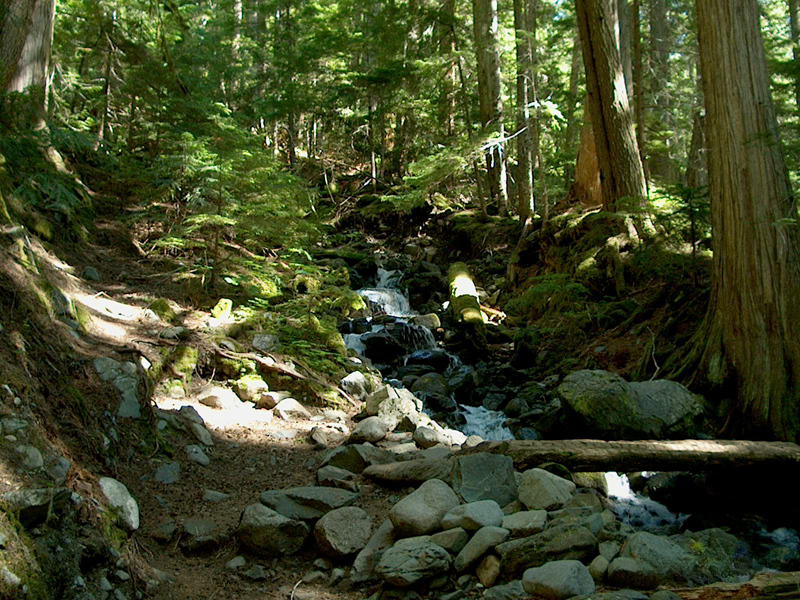
تتعلق عُلوم الحياة بمجموعة مُتنوعة من العلوم الطبيعية مثل الكائنات الحية الدقيقة والنباتات والحيوانات.

علوم الحياة تتشكل من كل فروع العلوم التي تتضمن الدراسة العلمية للكائنات الحية، مثل النباتات والحيوانات والبشر. ولكن دراسة سلوكيات تلك الكائنات (مثل علم النفس البشري وعلم السلوك الحيواني (الإيثولوجيا) فلا يتم تضمينها في علوم الحياة إلا بمقدار ما تتعلق بشكل صريح بالنواحي الأحيائية.
تعتبر علوم الأحياء والطب بمثابة حجر الزاوية لعلوم الحياة، إلا أن التطورات التقنية في الأحياء الجزيئية والتقانة الحيوية قادت إلى ازدهار تخصصات جديدة وأحياناً حقول متداخلة من العلوم.
يركز بعض علوم الحياة على نوع معين من الكائنات الحية. على سبيل المثال، علم الحيوان هو دراسة الحيوانات، في حين أن علم النبات هو دراسة النباتات. تركز علوم الحياة الأخرى على الجوانب المشتركة بين جميع أشكال الحياة أو الكثير منها، مثل علم التشريح وعلم الوراثة. يركز بعضها على المستوى المجهري (مثل البيولوجيا الجزيئية، والكيمياء الحيوية) والبعض الآخر على نطاقات أوسع (مثل علم الخلايا، وعلم المناعة، وعلم سلوك الحيوان، والصيدلة، وعلم البيئة). يتضمن فرع رئيسي آخر من علوم الحياة فهم العقل - علم الأعصاب. تعتبر اكتشافات علوم الحياة مفيدة في تحسين نوعية ومستوى الحياة ولها تطبيقات في الصحة والزراعة والطب وصناعات الأدوية وعلوم الأغذية. على سبيل المثال، لقد قدمت معلومات عن بعض الأمراض التي ساعدت بشكل عام في فهم صحة الإنسان.

## فروع العلوم الحياتية الأساسية
- علم الأحياء
- علم التشريح
  - علم الأنسجة
  - علوم عصبية

- علم الأحياء الفلكي
- تقانة حيوية
- كيمياء حيوية
  - علم الأحياء الكمومي
- معلوماتية حيوية
- فيزياء حيوية
  - ميكانيكا حيوية
- علم النبات
  - علم الطحالب
  - علم الأعشاب [الإنجليزية]
- علم الخلية
- علم الأحياء النمائي
- علم البيئة
- علم الإنزيمات
- علم الأحياء التطوري
  - علم الأحياء النمائي التطوري
- علم الوراثة
- علم المناعة
- علم الأحياء البحرية
  - علوم المحيطات البيولوجية
- علم الأحياء الدقيقة
  - علم الأحياء الهوائية
  - علم الجراثيم
  - علم الفيروسات
- علم الأحياء الجزيئي
  - علم الأحياء البنيوي
- علم الفطريات
- علم الأحافير
- علم الطفيليات
- علم الأمراض
- علم الأحياء البشري
  - علم الأدوية
  - علم الإنسان الحيوي
  - علم اللغة الحيوي
- علم وظائف الأعضاء
- علم الأحياء السكاني
  - ديناميكا سكانية
- علم الأحياء التركيبي
- علم أحياء النظم
- علم الأحياء الرياضي والنظري
- علم السموم
- علم الحيوان
  - علم سلوك الحيوان

## فروع العلوم الحياتية التطبيقية والمفاهيم المشتقة منها
- الزراعة
  - علم الزراعة
  - هندسة زراعية
- هندسة حيوية
- إلكترونيات حيوية
- علوم الطب الحيوي
- علم الحفظ الحيوي
- حوسبة حيوية
- مكافحة حيوية للآفات
- زراعة بيوديناميكية
- مواد حيوية
- هندسة جزيئية حيوية
- رصد أحيائي
- مبلمرات حيوية
- علم الأحياء الخلوي
- علم الأعصاب المعرفي
- علوم عصبية حاسوبية
- علم الأحياء التنموي
- علوم بيئية
- علم الوراثة التطوري البشري
- علم الغذاء
- علم الجينوم
- علوم الصحة
  - الصحة البيئية
- علم الوراثة المناعي
- علاج مناعي
- الأجهزة الطبية
- تصوير طبي
- الطب
- تكنولوجيا النانو
- معلوماتية عصبية
- علم الأورام
- تصحيح البصر
- طب شخصي
- علم الصيدلة
  - علم الصيدلة الجيني
- بروتيوميات
- علم أحياء الأنظمة
- هندسة النسج
- علم البصريات الوراثي
- علم الحركة